# Kuiforopendola
De kuiforopendola (Psarocolius decumanus) is een zangvogel uit de familie Icteridae (troepialen).

## Kenmerken
Deze vogel heeft een glanzend zwart verenkleed, een ivoorkleurige snavel en blauwe ogen. De onderste staartveren zijn geel, de bovenste zwart. Zijn roep is raspend en gorgelend. De lichaamslengte bedraagt 47 cm.

## Leefwijze
Hun voedsel bestaat uit vruchten, grote insecten en nectar. Ze verblijven hoofdzakelijk in het dichte bladerdak van het woud. De vogels zijn bijna constant in beweging op zoek naar de beste voedselgebieden.

## Voortplanting
Ze leven in groepen die bestaan uit 3 of 4 mannetjes en tot wel 30 vrouwtjes, die in de broedtijd elk hun vaste plek hebben.
De sterkste man maakt eerst de andere mannetjes duidelijk wie de baas is, waarna hij begint aan een langgerekte baltsdans met veel buigingen. Daarna wordt gepaard met 5 of 6 vrouwtjes, die dan zorg dragen voor het nageslacht.
De zeer forse, hangende nesten zijn kunstwerken op zich. Deze vogels zijn ware meesters in het weven hiervan. Een legsel bestaat uit 2 flinke grijze eieren, die door het vrouwtje zelf worden uitgebroed. De incubatietijd is afhankelijk van de buitentemperatuur en de vochtigheid en ligt tussen de 15 en 20 dagen. Meerdere vrouwtjes helpen bij het voeren van de jongen, terwijl de mannetjes de groep bewaken en beschermen tegen indringers en rovers. Als de jonge vogels 4 weken oud zijn, verlaten ze het nest.

## Verspreiding en leefgebied
Deze soort komt voor in de regenwouden in het noorden en midden van Zuid-Amerika, inclusief Trinidad en Tobago en telt 4 ondersoorten:
- P. d. melanterus: van zuidelijk Costa Rica tot westelijk Colombia.
- P. d. insularis: Trinidad en Tobago.
- P. d. decumanus: noordelijk Zuid-Amerika.
- P. d. maculosus: van oostelijk Peru en Bolivia tot noordelijk Argentinië.

## Verzorging
Deze vogels maken een vette substantie aan in een stuitklier, waarmee ze hun veren onderhouden en waterafstotend maken. Het houdt tevens parasieten op een afstand.